# Marino Marini
Marino Marini (Pistoia, 27 de fevereiro de 1901 – Milão, 6 de agosto de 1980) foi um escultor e pintor italiano.

## Trabalho

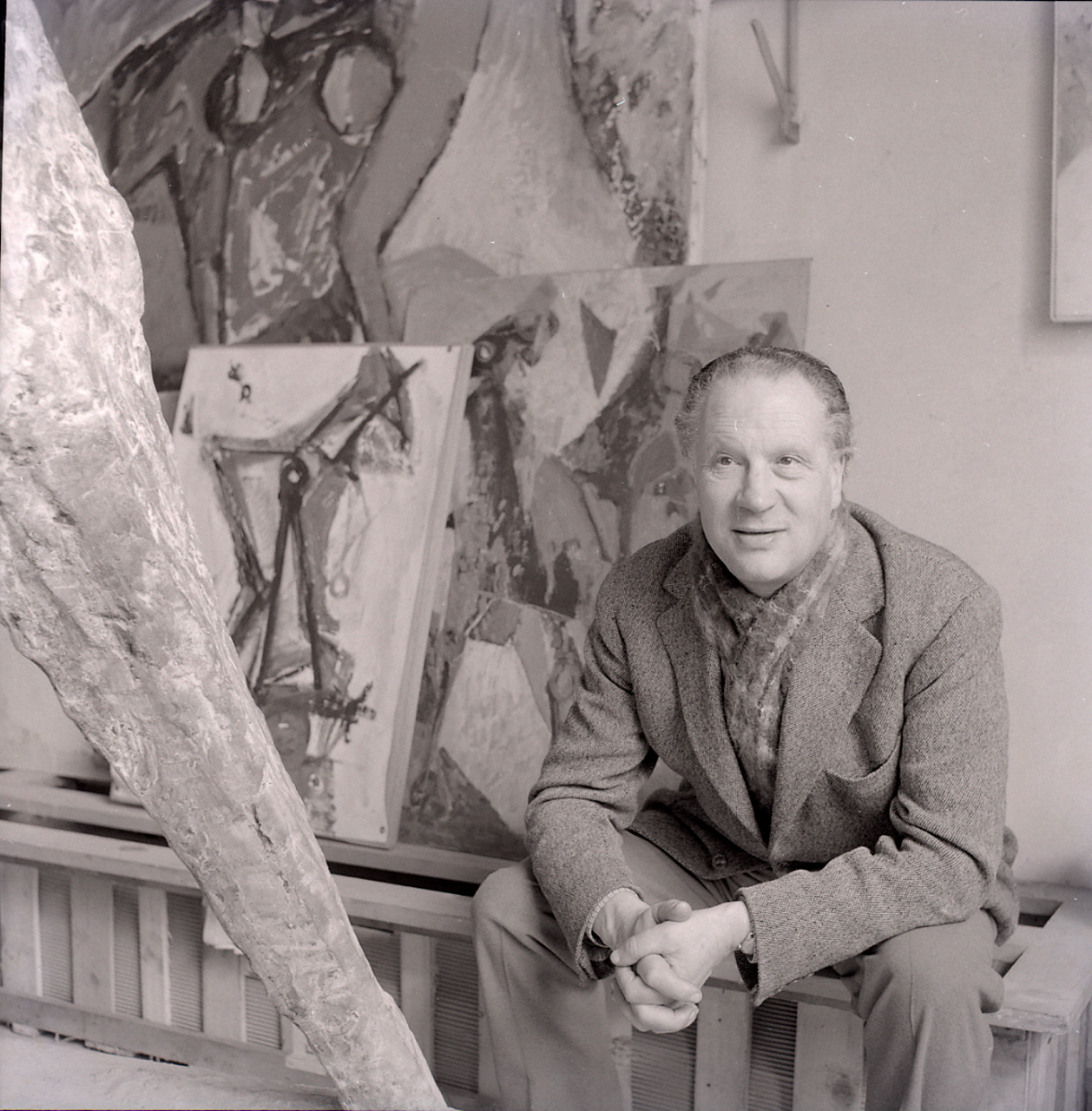
Marino Marini, foto de Paolo Monti, 1963

Marini desenvolveu vários temas na escultura: equestre, Pomonas (nus), retratos e figuras circenses. Ele se baseou nas tradições da escultura etrusca e do norte da Europa para desenvolver esses temas. Seu objetivo era desenvolver imagens míticas interpretando temas clássicos à luz de preocupações e técnicas modernas.

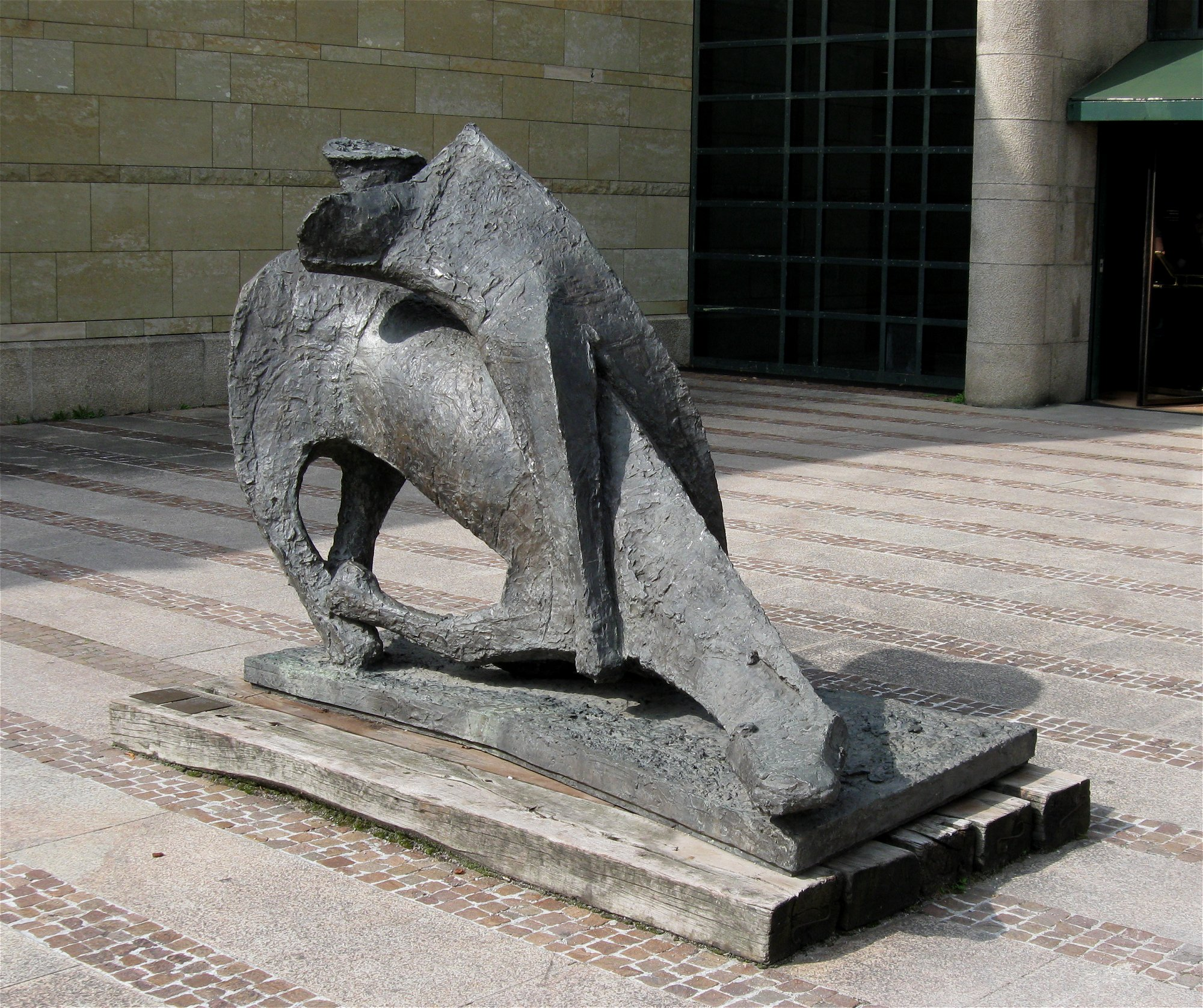
Miracolo, 1959/60. Escultura equestre de Marino Marini em frente à Neue Pinakothek em Munique

Marini é particularmente famoso por sua série de estátuas equestres estilizadas, que apresentam um homem com os braços estendidos em um cavalo. A evolução do cavalo e do cavaleiro como tema nas obras de Marini reflete a resposta do artista ao contexto mutável do mundo moderno. Esse tema apareceu em seu trabalho em 1936. No início, as proporções de cavalo e cavaleiro são esguias e ambos são "equilibrados, formais e calmos". No ano seguinte, o cavalo é representado empinando e o cavaleiro gesticulando. Em 1940 as formas são mais simples e mais arcaicas em espírito; as proporções se agacham.

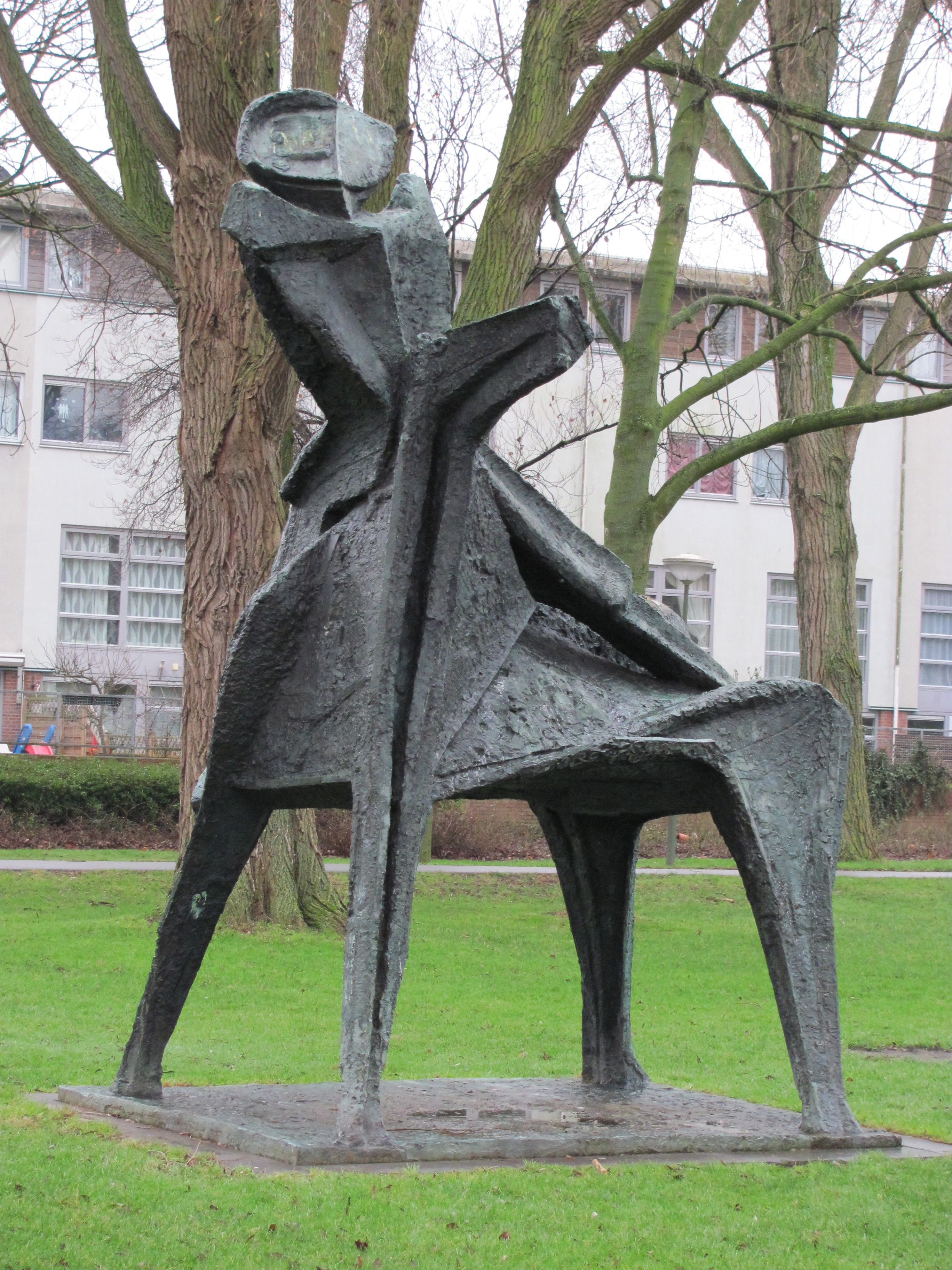
Rider (Arcangelo), 1959, The Hague

Após a Segunda Guerra Mundial, no final da década de 1940, o cavalo está plantado, imóvel, com o pescoço estendido, orelhas presas para trás, boca aberta. Um exemplo, na Coleção Peggy Guggenheim em Veneza, é "O Anjo da Cidade", retratando "afirmação e força carregada associada explicitamente à potência sexual". Em trabalhos posteriores, o cavaleiro é, cada vez mais, esquecido de sua montaria, "envolvido em suas próprias visões ou ansiedades". No trabalho final do artista, o cavaleiro é derrubado quando o cavalo cai no chão em uma "imagem apocalíptica de controle perdido" que se assemelha ao crescente desespero de Marini pelo futuro do mundo.